# Atlantis (roman)
Atlantis (franska: L'Atlantide) är en äventyrsroman från 1919 av den franske författaren Pierre Benoit. Den handlar om två franska officerare som blir tillfångatagna av drottningen av Atlantis, som lever i Saharaöknen.
Romanen tilldelades Grand Prix du roman de l'Académie française. Den gavs ut på svenska 1920 i översättning av H. Lundberg.

## Handling
André de Saint-Avit och Jean Morhange, två officerare i Franska Algeriet, undersöker några mystiska försvinnanden i Saharaöknen. Under letandet blir de neddrogade och bortförda av en grupp tuareger. Dessa för dem till en stor grotta där de möter drottning Antinéa, direkt ättling till Atlantis härskare. I grottan finns ett rum med 120 fördjupningar i väggarna. Antinéa förklarar att dessa är till för mumierna efter hennes älskare. När hon har haft och låtit döda 120 älskare ska hon själv få vila. Vid tillfället är 53 av fördjupningarna fyllda. Antinéa förför Saint-Avit men misslyckas med Morhange. I sin besvikelse låter hon Saint-Avit mörda sin kamrat. Saint-Avit lyckas efter detta fly från platsen med livet i behåll. Han lyckas dock inte bli fri från sin lidelse och väljer självmant att återvända till Antinéa.

## Filmatiseringar

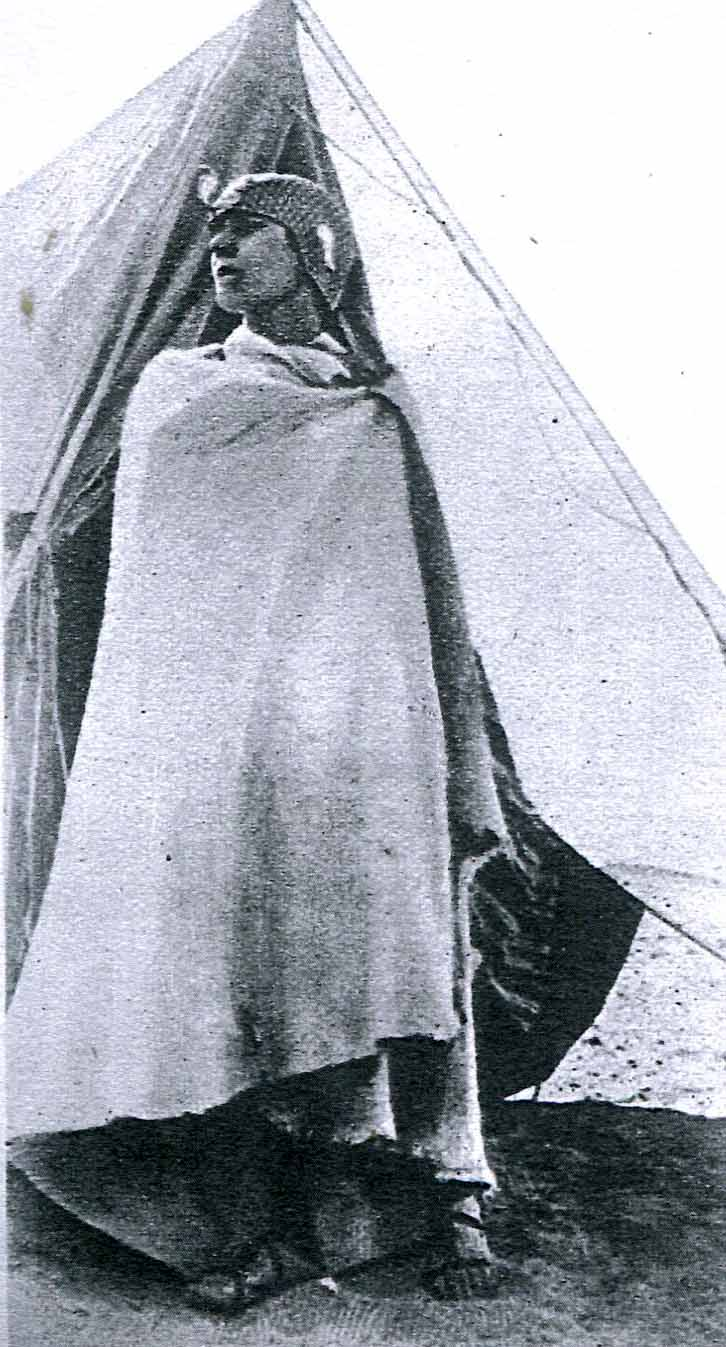
Drottning Antinea gestaltas av Stacia Napierkowska i Jacques Feyders film.

- 1921 – L'Atlantide, Frankrike, regi Jacques Feyder
- 1932 – L'Atlantide / The Mistress of Atlantis / Die Herrin von Atlantis, Tyskland, regi G.W. Pabst (parallellinspelning på tre språk)
- 1949 – Atlantis (Siren of Atlantis), Förenta staterna, regi Gregg G. Tallas
- 1961 – Antinea, l'amante della città sepolta, Italien och Frankrike, regi Edgar G. Ulmer
- 1961 – Ercole alla conquista di Atlantide, Italien, regi Vittorio Cottafavi (lös filmatisering med Herkules som huvudperson)
- 1972 – L'Atlantide, Frankrike, regi Jean Kerchbron (TV-film)
- 1992 – L'Atlantide, Frankrike, regi Bob Swaim

Den italienska komedifilmen Totò sceicco från 1950, med Totò i huvudrollen, är en parodi på bland annat Atlantis.